# Antiestadismo
O antiestadismo ou antiestatismo se opõe ao estatismo, ou seja, à intervenção do estado em assuntos pessoais, sociais ou econômicos. Por antiestadismo se entende qualquer ideologia contrária ao plano estatal como o anarquismo e o comunismo ou aqueles que defendam a redução e limitação do estado a um mínimo como é o caso do Liberalismo.